# Ельмінія чорноголова
Ельмінія чорноголова (Elminia nigromitrata) — вид горобцеподібних птахів родини Stenostiridae.

## Поширення
Вид поширений в Західній та Центральній Африці від Гвінеї до Кенії. Трапляється у тропічних вологих лісах.